# Peter Halley
Peter Halley (24 de setembro de 1953) é um artista abstrato de Nova Iorque.
Peter acreditava na desestruturação das linhas e da composição e de uma geração na qual ele colocava interrogações nos elementos formais do Abstracionismo, porque ele dizia, até mesmo os trabalhos abstratos de Mondrian não só carecem de uma reflexão na direção de modelos idealistas mas também poderiam ser um modo mais simbólico de se utilizar estes elementos e, na verdade, quando vocês lêem textos de Mondrian, nota-se que há mais por trás dos aspectos formais do trabalho, e isto é o que Peter Halley reforça quando ele faz este tipo de circuitos . Então estes são os tipos de circuitos que continuam, que cruzam outras formas. Para Peter Halley estes circuitos refletem elementos do fazer combinações, trajetórias, que nós temos também nas cidades, no tráfego, nas linhas dos fios de eletricidade, então, isto reflete mais elementos que estão além do aspecto formal também.

## Exposições
- Red Cell over Blue Prison 2005  -  "Pilha vermelha sobre Prisão azul"

Acrylic, Day-Glo acrylic & Roll-a-Tex on canvas
156 x 107 cm (61.42 x 42.13 inch)
- Denial of Service 2003  -  "Negação de serviço"

Acrylic, Day-Glo & metallic acrylic & Roll-a-Tex on canvas
213 x 171 cm (83.86 x 67.32 inch)